# Баев, Владимир Семёнович
Владимир Семёнович Баев (род. 10 октября 1945 года, село Хлебодарное, Целинский район, Ростовская область) — советский и российский военачальник. Командир 51-го корпуса ПВО СКВО. Генерал-лейтенант.

## Биография
Родился 10 октября 1945 года в селе Хлебодарное Целинского района Ростовской области.
В 1963 году окончил 11 классов средней школы № 53 г. Тимашевска Краснодарского края.

### Образование
- 1963—1969 годы военная кафедра Харьковского авиационного института
- 1976—1979 годы Военная командная академия противовоздушной обороны
- 1990—1992 годы ВА ГШ

### На воинской службе
С 1969 года на военной службе.
Командовал зенитно-ракетными взводом, батареей, дивизионом, полком и бригадой.
В 1992 году окончил основной факультет ВАГШ ВС РФ.

### На высших должностях
После академии с 1992 года командовал дивизией ПВО.
С 1995 года командовал 51-м корпусом ПВО 4-й армии ВВС и ПВО

### В отставке
В 2001 году уволен из рядов ВС РФ с правом ношения военной формы одежды.
С 2012 года Инспектор Группы инспекторов Объединённого стратегического командования Южного военного округа Министерства обороны Российской Федерации.
Живёт и работает в городе Краснодар.

## Семья
- жена
- дети

## Знаки отличия
- Орден «За службу Родине в Вооруженных Силах СССР» 3 степени
- Орден «За военные заслуги» (Россия)
- Медаль «За укрепление боевого содружества»
- Юбилейная медаль «300 лет Российскому флоту»
- Юбилейная медаль «60 лет Вооружённых Сил СССР»[1]
- Юбилейная медаль «70 лет Вооружённых Сил СССР»[2]
- Медаль «За безупречную службу» I степени
- Медаль «За безупречную службу» II степени
- Медаль «За безупречную службу» III степени
- Медаль «За ратную доблесть» и др.

- Имеет награды других ведомств